# Benjamin Brooks
Benjamin "Ben" Brooks, född den 21 mars 1979 i New South Wales-området, är en australisk proffscyklist. Han bor numera i Singleton, New South Wales. 
Som 12–13åring bestämde sig Brooks för att satsa på cyklingen, och han blev professionell i Europa som 20-åring. År 2003 bestämde han sig för att fortsätta sin karriär i USA för Team Jelly Belly. Tre år senare gick ganska över till Navigators Insurance Cycling Team, med vilka han tävlade också under 2007. 
Under säsongen 2007 vann Brooks etapp 2 av San Dimas Stage Race. Han vann också etapp 3 av Tour de Toona.
När sponsorn till stallet hoppade av följde Brooks med Navigators Insurance Cycling Teams manager Ed Beamon till Team Type 1. Under sitt första år med stallet vann han inga tävlinger eller etapper, men han slutade trea på Bonsall-San Luis Rey Classic i maj efter David Clinger och Adam Livingston.

## Stall
- 1999-2000 Linda McCartney Racing Team
- 2003-2005 Jelly Belly Cycling Team
- 2006-2007 Navigators Insurance Cycling Team
- 2008- Team Type 1

## Resultat
| År   | Placering     | Tävling                            |
| ---- | ------------- | ---------------------------------- |
| 2008 | 2:a,          | Bonsall-San Luis Rey Classic (USA) |
| 2007 | 1, etapp 2    | San Dimas Stage Race (USA)         |
| 2007 | 1, etapp 3    | Tour de Toona (USA)                |
| 2007 | 2, etapp 3    | Redlands Bicycle Classic (USA)     |
| 2006 | 2             | Mengoni Grand Prix (USA)           |
| 2005 | 2, etapp 2    | Tour of Georgia (USA)              |
| 2005 | 3, etapp 3    | Redlands Cycling Classic (USA)     |
| 2004 | 1, Overall GC | Joe Martin Stage Race (USA)        |
| 2004 | 2, etapp 7    | Herald Sun Tour (AUS)              |
| 2004 | 2, etapp 2    | Tour De Delta (CAN)                |
| 2004 | 3, Overall GC | Herald Sun Tour (AUS)              |
| 2002 | 1, Madison    | Australienska mästerskapen         |
| 2000 | 1, etapp 9    | Commonwealth Bank Classic (AUS)    |
| 2000 | 2, etapp 12   | Commonwealth Bank Classic (AUS)    |